# Hässleholm (comuna)
Hässleholm ou Hesleolmo (em sueco: Hässleholms kommun) é uma comuna da Suécia localizada no condado de Escânia. Sua capital é a cidade de Hässleholm. Tem 1 269 quilômetros quadrados e pelo censo de 2018, havia 52 121 habitantes.